# Estação Saint-Paul
Saint-Paul é uma estação da linha 1 do Metrô de Paris, localizada no 4.º arrondissement de Paris.

## Localização
A estação está situada no início da rue de Rivoli na saída da rue Saint-Antoine. Aproximadamente orientada ao longo de um eixo noroeste/sudeste, ela se intercala entre as estações Hôtel-de-Ville e Bastille (esta última sendo parcialmente elevada).

## História
A estação foi inaugurada em 6 de agosto de 1900, quase três semanas depois do lançamento do primeiro trecho da linha 1 entre Porte de Vincennes e Porte Maillot. Até então, os trens a atravessavam sem aí parar.
Ela deve o nome de sua proximidade com a rue Saint-Paul, de um lado, e a Igreja de Saint-Paul-Saint-Louis, do outro lado, no Quartier Saint-Paul. A rua leva o nome da antiga igreja de Saint-Paul-des-Champs, que foi dedicada, como a igreja atual, a Paulo de Tebas conhecido como são Paulo Eremita.
Saint-Paul também é um dos dois patrônimos compartilhados pelas estações de metrô de Londres e Paris, com Temple na linha 3. A estação St. Paul's do Metrô de Londres está na Central line, entre as estações Bank e Chancery Lane.
A estação porta como sub-título Le Marais devido a sua implantação no centro sul do bairro onde ela se localiza.
Durante a Primeira Guerra Mundial, na noite de 12 a 13 de abril de 1918, aviões alemães de tipo Gotha bombardearam os arredores da estação. Uma bomba de 300 kg causou dano na edícula Guimard da estação, situada no terreno separando a rue Saint-Antoine e a rue de Rivoli, o que levou à sua demolição em 1922, e a sua substituição por uma cobertura de ferro forjado.
A cambagem foi posteriormente substituída por telhas de cerâmica brancas nos pés-direitos, duas faixas de iluminação específicas suspensas e rodeadas por lâminas metálicas, bem como assentos de estilo "Motte" na cor verde. Até 2007, as plataformas da estação foram equipadas com vitrines utilizadas tanto como espaços de publicidade pelos comerciantes do bairro, tanto como vitrines de exposição de temas variados para designers e criadores contemporâneos. Em 2009, a estação esteve em fase de renovação durante a automatização da linha 1, e as vitrines foram removidas. As plataformas da estação foram elevadas no fim de semana de 4 e 5 de abril de 2009.
Em 2009, as obras de renovação que acompanharam a automatização da linha 1 resultaram no desaparecimento destas instalações, incluindo vitrines. As plataformas da estação foram atualizadas no fim de semana de 4 e 5 de abril de 2009 para acomodar as portas da plataforma, que foram instaladas em novembro de 2010.
Em 2011, 6 265 848 passageiros entraram nesta estação. Ela viu entrar 6 515 486 passageiros em 2013, o que a coloca na 48ª posição das estações de metrô por sua frequência.

## Serviços aos Passageiros

### Acessos
A saída da estação se situa na pointe Rivoli, onde o rue Saint-Antoine se torna a rue de Rivoli.
Esta estação de metrô tem uma escada rolante somente na plataforma em direção a Château de Vincennes. Não há em outra direção. Na extremidade leste do espaço que leva à escada rolante, às vezes chamado "place Saint-Paul", se encontra uma entrada de ventilação formando um poço de luz que permite ver um pouco a luz do dia na extremidade oriental da estação.
O acesso é decorado com um raro candelabro Val d'Osne (não deve ser confundido com o candelabro Dervaux, muito mais amplo, mas menos decorado). É um mastro fabricado e fundido pelas fábricas do Val d'Osne. Eles apareceram em 1909, e foram instalados até 1923. O painel "METRO" é rodeado por um friso de ferro forjado, e encimada por um globo branco luminoso em opalina. A maioria dos mastros Val d'Osne agora desapareceu.

### Plataformas
Saint-Paul é uma estação de configuração padrão: ela possui duas plataformas laterais separadas pelas vias do metrô e a abóbada é elíptica. Uma cripta de 15 metros de comprimento, cujo teto repousa sobre pilares muito próximos, estende-se em sua extremidade leste desde a mudança para trens de seis vagões na década de 1960, e uma claraboia localizada logo depois traz um pouco de luz do dia. A decoração é do estilo utilizado para a maioria das estações do metrô: as faixas de iluminação são brancas e arredondadas no estilo "Gaudin" da renovação do metrô da década de 2000, e as telhas de cerâmica brancas biseladas recobrem os pés-direitos e os tímpanos. A abóbada é branca, enquanto que as colunas da cripta são cobertas com pequenas telhas de tinta escura. Os quadros publicitários são em cerâmica branca e o nome da estação está inscrito em fonte Parisine em painéis retro-iluminados incorporados em caixas adornadas com madeira. As plataformas são equipadas com assentos verdes “Akiko” e possuem portas de plataforma.

### Intermodalidade
A estação é servida pelas linhas 67, 69, 76 e 96 da rede de ônibus RATP, bem como por uma linha de vocação turística OpenTour. À noite, é servida pelas linhas N11 e N16 da rede de ônibus Noctilien.

## Pontos turísticos
A estação serve o centro do bairro do Marais, e mais particularmente o Lycée Charlemagne e o Lycée Sophie-Germain, a rue des Rosiers (Pletzl), a rue Saint-Antoine e a parte oriental da rue de Rivoli. Ela está também próxima da Prefeitura do 4.º arrondissement e da Place des Vosges.

## Galerias de fotografias

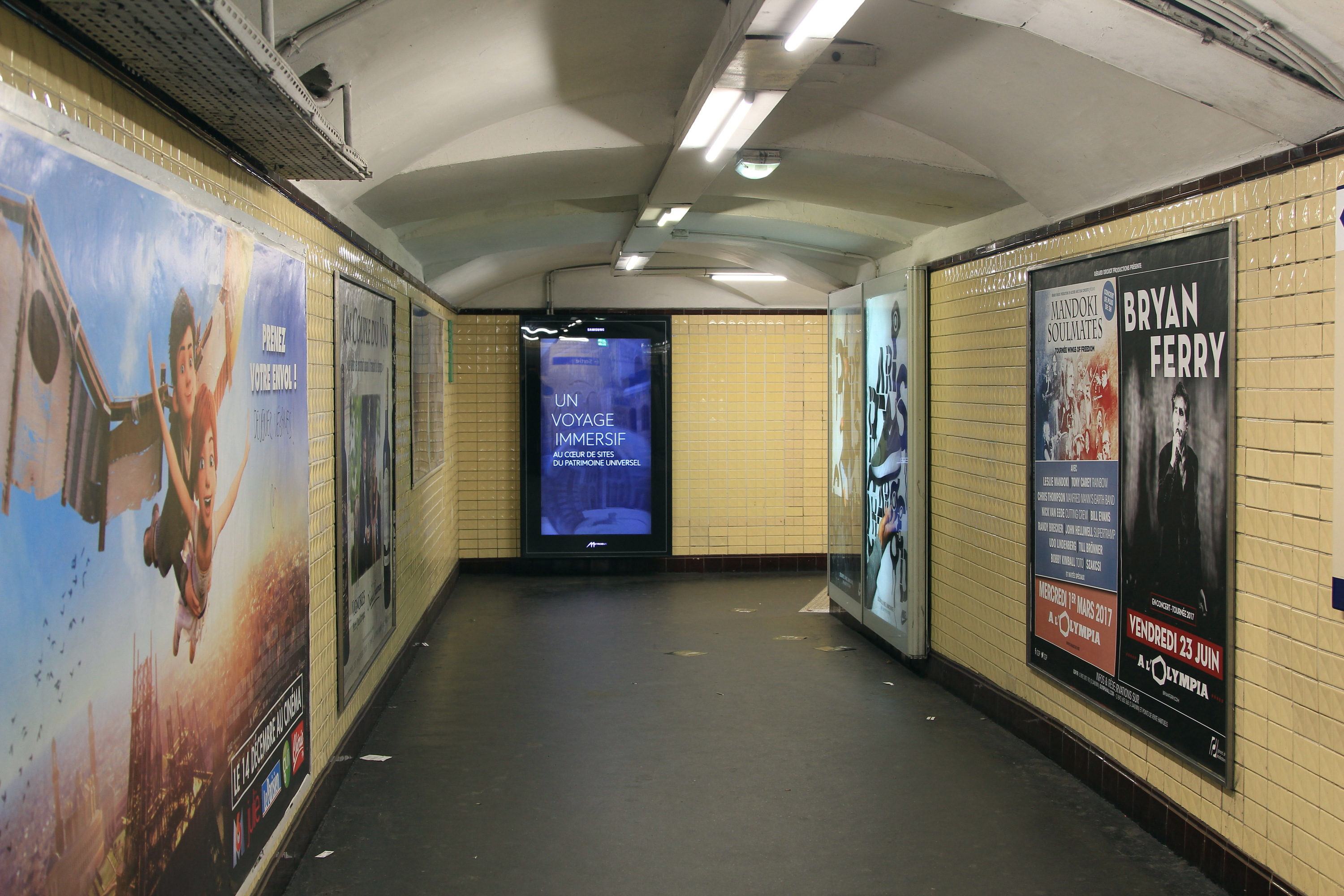
Corredores da estação.
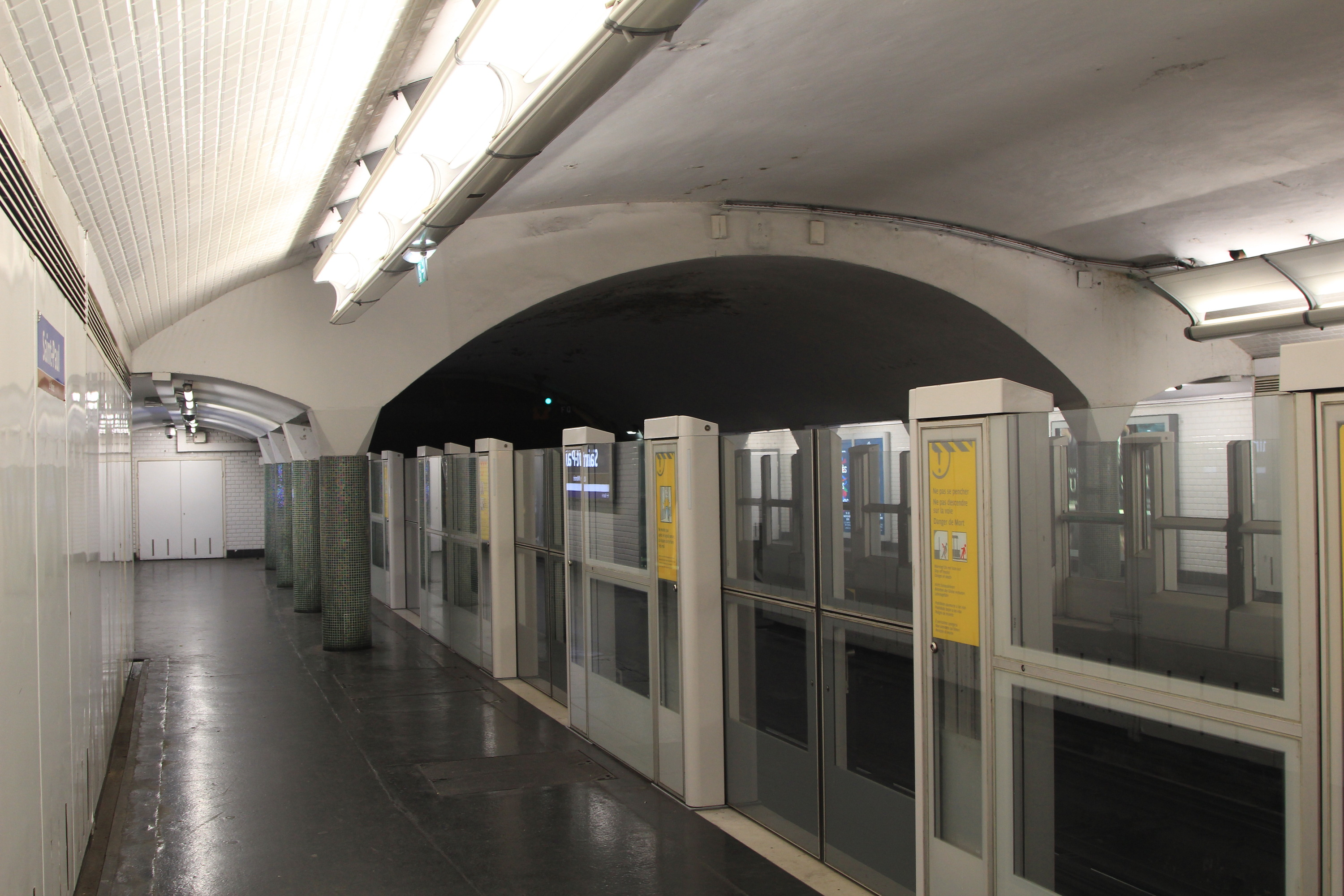
Plataforma La Défense, no lado da capela.
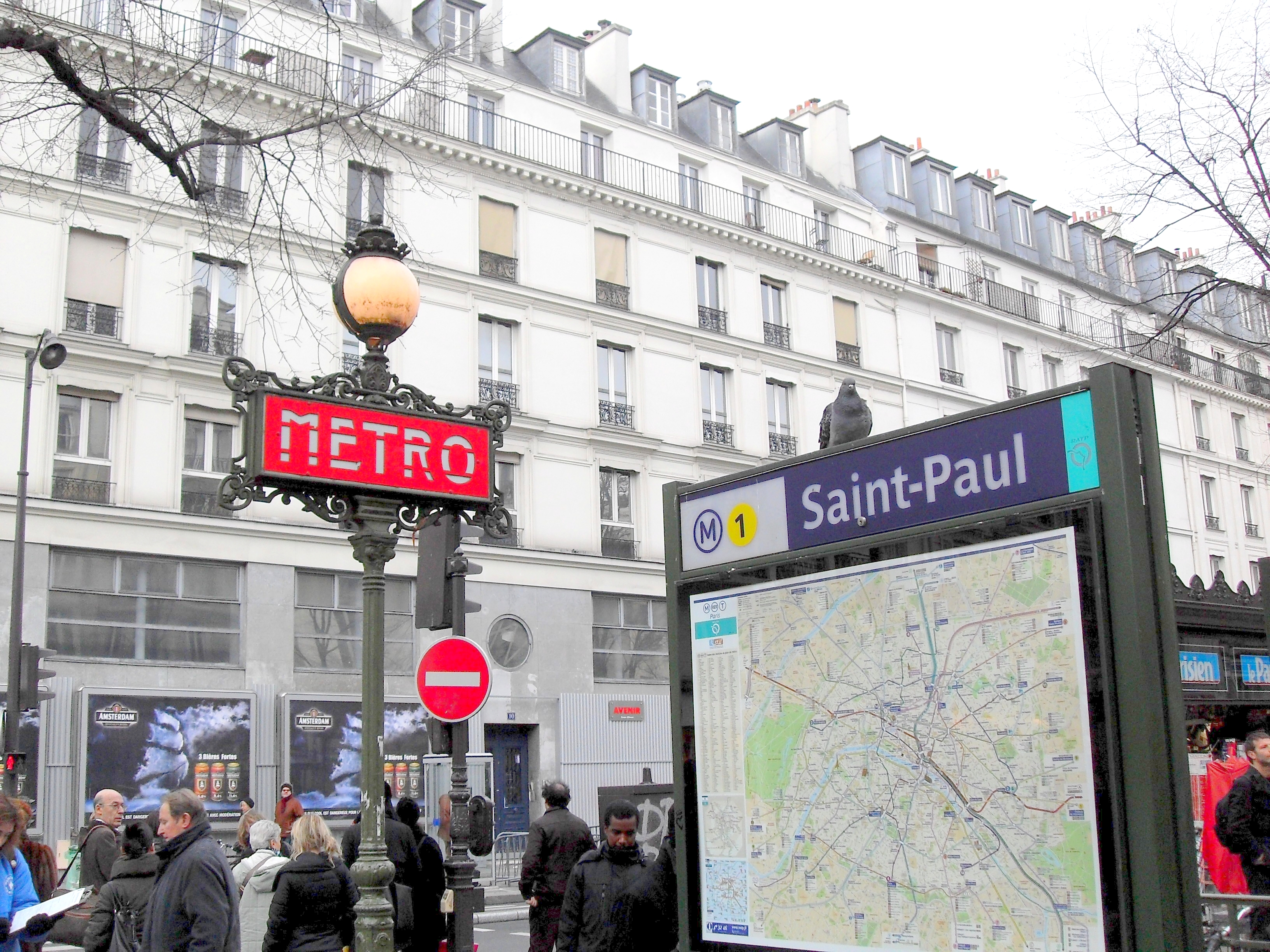
Entrada equipada com um candelabro Val d'Osne.
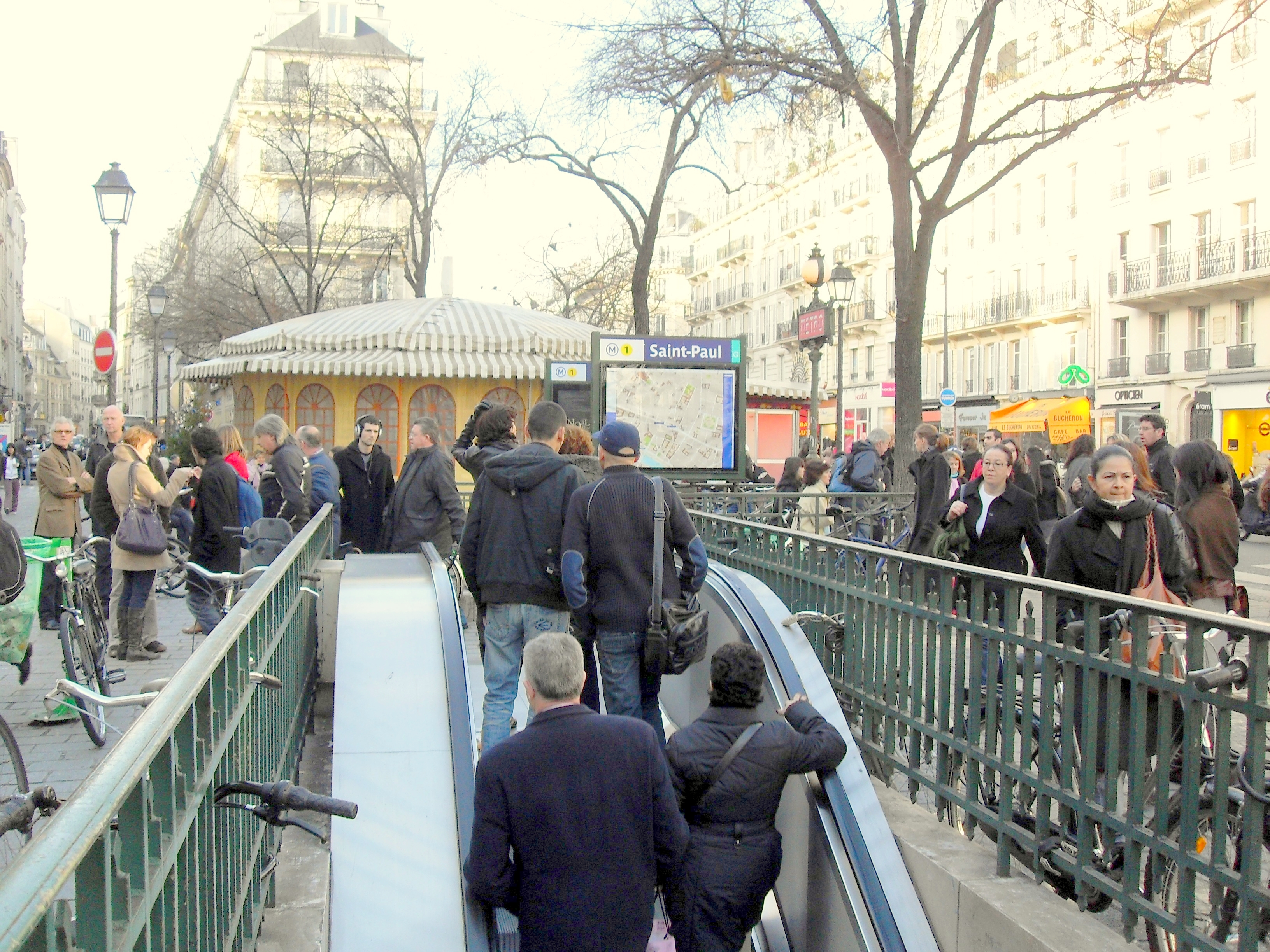
Saída da escada rolante.
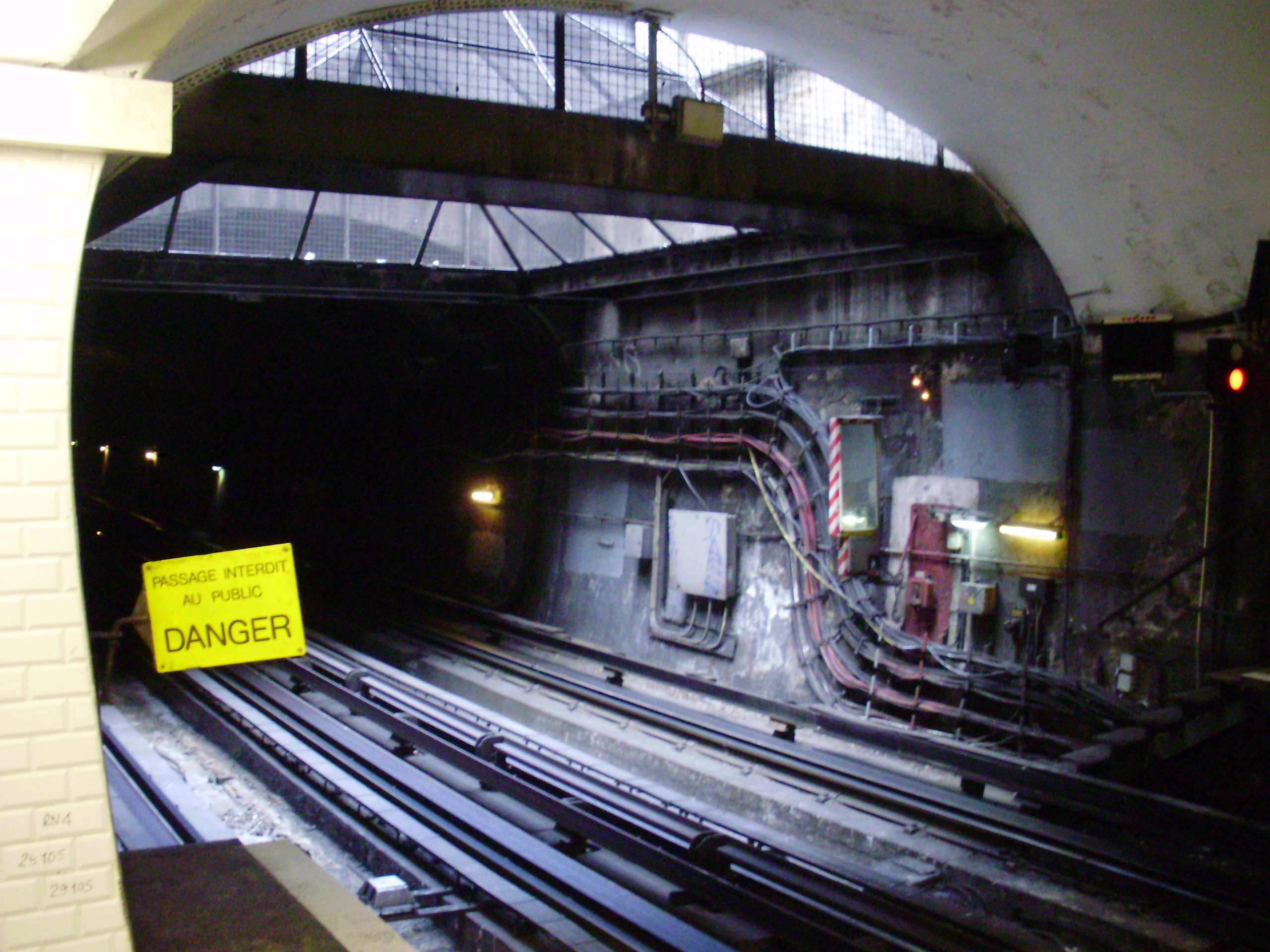
Poço de iluminação na extremidade leste da estação.